# Friedrich von Broich
Friedrich von Broich (Strasburgo, 1º gennaio 1896 – Berg, 24 settembre 1974) è stato un generale tedesco, protagonista, alla testa di unità corazzate della Wehrmacht, di numerose battaglie sul fronte Tunisino durante la  seconda guerra mondiale.

## Biografia
Friedrich von Broich era membro della nobile famiglia baronale dei von Broich. Entrato inizialmente nell'esercito tedesco come cadetto del 2. Pommersche Ulanen-Regiment Nr.9, si dimise allo scoppio della prima guerra mondiale per essere nominato dal 25 settembre 1914 al ruolo di guardiamarina, per poi essere promosso sottotenente il 24 dicembre di quello stesso anno. Rientrato nell'esercito, venne schierato dal febbraio 1915 sul fronte occidentale dove però contrasse una malattia che lo costrinse al ricovero, per poi riprendersi dopo un mese di isolamento.
Dal 13 settembre 1915 combatté nei reparti di cavalleria del Kürassier-Regiment "von Seydlitz" (Magdeburgisches) Nr. 7 per poi però ammalarsi di nuovo nel novembre di quello stesso anno, rimanendo convalescente sino al 3 gennaio 1916 e dal 10 gennaio venne spostato sul fronte orientale. Il 13 ottobre 1918 venne ferito in combattimento e costretto nuovamente alla convalescenza ospedaliera, periodo nel quale venne tra l'altro promosso tenente (18 ottobre).
Dopo la guerra passò definitivamente nel Reichswehr ed ottenne l'assegnazione del 2º squadrone del 6. (Preußisches) Reiter-Regiments di stanza a Schwedt an der Order. Il 1º ottobre 1924 von Broich venne trasferito col proprio reggimento a Pasewalk, dove divenne aiutante il 10 gennaio 1925. Promosso Rittmeister il 1º febbraio 1928, von Broich ottenne il comando del 2º squadrone dell'8. (Preußisches) Reiter-Regiments dal 1º ottobre di quello stesso anno. Successivamente venne nominato aiutante della 1ª Divisione di cavalleria di stanza a Francoforte sull'Oder. Nominato maggiore, dal 1º gennaio 1935 venne trasferito al Ministero della Guerra a Berlino come Capo di stato maggiore della cavalleria e venne promosso al rango di tenente colonnello il 15 ottobre di quell'anno. Dalla sua nuova posizione, il 12 novembre 1938 venne nominato comandante del 6º reggimento di cavalleria.
Poco prima dello scoppio della seconda guerra mondiale, a von Broich venne affidato il comando del 34º distaccamento da ricognizione il 26 agosto 1939. Nel dicembre 1939, ottenne il comando del 21º reggimento di cavalleria e nel 1940 partecipò alla campagna di Francia. Promosso colonnello il 1º settembre 1940, assunse il comando del 22º reggimento di cavalleria, quindi della 1ª Brigata di cavalleria (1º settembre 1941) e poi della 24ª brigata Schützen dal 1º dicembre 1941, prendendo parte con questi reparti di cavalleria all'operazione Barbarossa e alle successive dure battaglie sul Fronte orientale. Per il valore dimostrato ottenne il 29 agosto 1942 la prestigiosa Croce di Cavaliere della Croce di ferro.
Il 5 febbraio 1943 von Broich ottenne il comando della potente 10. Panzer-Division, schierata in Tunisia per contrastare le forze alleate sbarcate in Nord Africa, e venne promosso al rango di maggiore generale dal 15 febbraio di quello stesso anno. Nei mesi successivi guidò con energia ed abilità la divisione corazzata ottenendo una serie di successi sia in fase offensiva (battaglia di Sidi Bou Zid e battaglia del passo di Kasserine) sia nella lunga e aspra fase difensiva della campagna di Tunisia. Dal 1º maggio 1943 venne promosso Generalleutenant.
La situazione delle residue forze dell'Asse in Tunisia precipitò irreversibilmente a maggio 1943 e anche il generale von Broich fu costretto a cedere le armi arrendendosi con i pochi superstiti della sua valorosa divisione il 12 maggio 1943 presso Gombalia. Venne imprigionato dagli inglesi al campo di prigionia di Trent Park, nei pressi di Londra, venendo infine liberato dal 7 ottobre 1947, data dalla quale si ritirò a vita privata sino alla morte.